# Piritramid

Strukturformel för piritramid.

Piritramid, summaformel C27H34N4O, är ett smärtstillande preparat som tillhör gruppen opioider, patenterat 1961 av läkemedelsföretaget Janssen-Cilag. Varunamn i Sverige för ämnet är Piridolan.
Substansen är narkotikaklassad och ingår i förteckningen N I i 1961 års allmänna narkotikakonvention, samt i förteckning II i Sverige.